# Rüdiger Stenzel
Rüdiger Stenzel, född den 16 april 1968 i Gelsenkirchen, är en tysk före detta friidrottare som tävlade i medeldistanslöpning.
Stenzels främsta merit är hans silvermedalj på 1 500 meter vid inomhus-VM 1997 i Paris. I tävlingen blev han slagen bara av Hicham El Guerrouj. 
Han var även i två VM-finaler på 1 500 meter. Både vid VM 1993 och vid VM 1997 slutade han på tionde plats.

## Personliga rekord
- 1 500 meter - 3.33,60 från 1997